# Aquilegia oxysepala
Aquilegia oxysepala és una espècie de planta fanerògama que pertany a la família de les ranunculàcies.

## Morfologia
Aquilegia oxysepala té les seves tiges de 40 a 80 cm d'alçada, subglabroses a poc pubescents, ramificades apicalment. Té diverses fulles basals, dues ternades i el seu pecíol fa entre 10 a 20 cm; el limbe foliar és per sota glabre a subglabre, per sobre glabre; folíols laterals obliquament obovats, amb dos lòbuls desiguals; folíol central cuneiforme i obovat, de 2 a 6 × 1,8 a 5 cm, dividits en 3 parts i segments amb 2 o 3 dents obtusos. De les seves tiges en surten diverses fulles. Fan inflorescències cimoses de 3 a 5 flors; les bràctees són de tres seccions, l'àpex és obtús. Les flors són lleugerament pendulars d'uns 4 cm de diàmetre. El seu pedicel entre 1 a 3 cm. Els sèpals són de color porpra, estretament ovats, 1,6 a 3,1 × 0,8 a 1,2 cm, àpex agut. Els pètals són de color blanc groguenc, suberectes, àmpliament oblongs, d'1 a 1,3 cm, àpex subtruncat i l'esperó de la flor fa entre 1,5 a 2,2 cm, apicalment incurvat en forma de ganxo. Els estams gairebé són tan llargs com els pètals; tenen unes anteres negres, oblongues, de 1,5 a 2,2 mm. Els estaminodis són estretament lanceolats, d'uns 7 mm, té 5 pistils blancs pubescents, els fol·licles entre 1,2 a 3 cm i el seus estils són persistents de 3 a 10 mm. Les llavors són d'uns 2 mm. Floreix entre maig i juny i fructifica entre juliol i agost.

## Distribució i hàbitat
La distribució natural d'Aquilegia oxysepala es troba a les províncies xineses de Gansu, Guizhou, Hebei, Hubei, Heilongjiang, Jilin, Liaoning, Mongòlia Interior, al sud de Ningxia, a l'est de Qinghai, al sud de Shaanxi, Sichuan, al nord de Yunnan, a Corea i a Extrem Orient Rus; i creix en marges dels boscos i en vessants coberts d'herba entre els 400 i els 2700 m.

## Taxonomia
Aquilegia oxysepala va ser descrita per Ernst Rudolf von Trautvetter i Carl Anton (Andreevič) von Meyer i publicat a Florula Ochotensis Phaenogama 10, f. 15, a l'any 1856.
Etimologia
Aquilegia: nom genèric que deriva del llatí aquila = "àguila", en referència a la forma dels pètals de la qual se'n diu que és com l'urpa d'una àguila.
oxysepala: epítet llatí que significa "amb sèpals punxeguts".
Varietats
- Aquilegia oxysepala var. oxysepala: els seus sèpals fan entre 2,5 a 3,1 cm i els seus fol·licles entre 2,5 a 3 cm.
- Aquilegia oxysepala var. kansuensis: els seus sèpals fan entre 1,6 a 2,5 cm i els fol·licles entre 1,2 a 2 cm.

Basiònims
- Aquilegia buergeriana var. oxysepala (Trautv. & C.A. Mey.) Kitam.
- Aquilegia vulgaris var. oxysepala (Trautv. & C.A. Mey.) Regel[2]
- Aquilegia vulgaris subsp. oxysepala (Trautv. & C.A.Mey.) Brühl, J. Asiat. Soc. Bengal, Pt. 2, Nat. Hist. 61(3): 285 (1893).[3]